# جيف كوتس
جيف كوتس هو سياسي أسترالي، ولد في 19 نوفمبر 1926. انتخب عضو المجلس التشريعي التاسماني ‏.